# Maria Viktoria von Attems
Maria Viktoria Josepha Mathilde Jacqueline Reichsgräfin von Attems-Heiligenkreuz, auch: Maria Viktoria Attems (* 8. Dezember 1899 in Wien; † 25. Juni 1983 wohl in Millstatt, Kärnten) war eine österreichische Gastronomin und Hotelbesitzerin, aber auch Malerin, Zeichnerin, Illustratorin und Designerin.

## Familie
Maria Viktoria von Attems stammte aus einem katholischen Uradelsgeschlecht in der Markgrafschaft Friaul, das nach der 1025 erwähnten Burg Attimis bei Cividale benannt und mit Konrad de Attems im Jahr 1102 zuerst erwähnt ist, und war die Tochter des Viktor Reichsgraf von Attems-Heiligenkreuz (1864–1947), Präsident der österreichischen Seebehörde in Triest und Komtur des Franz-Joseph-Ordens, und der Mathilde Dorothea Ludovika Schürer von Waldheim (1868–1942).
Sie heiratete am 8. Mai 1940 in Graz Riccardo Marchese Pallavicino (1901–1963), den Sohn des Rolando Marchese Pallavicino (1865–1906) und der Bianca Reichsgräfin von Terlago (1871–1905). Doch die Ehe blieb kinderlos, weshalb sie am 20. Oktober 1965 einen entfernten Neffen, Victor Graf von Attems-Gilleis (* 1956), adoptierte.

## Leben

### Ausbildung
Ihre Kindheit und Jugend verbrachte Attems in Triest und Graz. Von 1906 bis 1915 besuchte sie die Volks- und Bürgerschule in Triest. Von 1915 bis 1917 absolvierte sie einen Krankenpflegekurs bei der Sacré-Cœur-Gesellschaft in Graz. Von 1917 bis 1922 studierte sie Französisch an der Universität Graz, um diplomierte Französisch-Lehrerin zu werden. In den Jahren 1922/1923 besuchte sie eine Haushaltsschule.

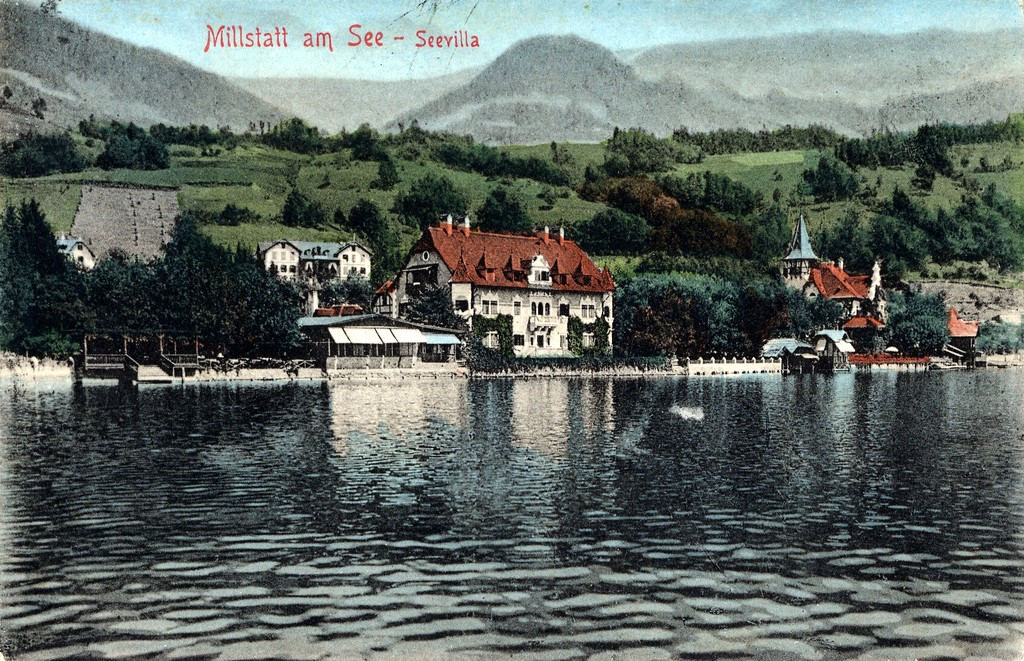
Die „Seevilla“;
kolorierte Ansichtskarte von Stengel & Co.

### Hotelfachfrau
Von 1923 bis 1934 arbeitete sie in Millstatt im elterlichen Hotelbetrieb „Seevilla“. Im Zeitraum 1932/1933 besuchte sie die Handelsschule in Wien. Ab 1935 bis 1951 leitete sie die „Seevilla“, heute ein denkmalgeschützter Sightseeing-Punkt am Milstatter „Villenwanderweg“. Ab 1951 bis zur Rückgabe aller Konzessionen am 27. November 1972 führte sie den „Rosenhof“, das „Strandcafé“ (seit 1958 verpachtet) und den Campingplatz (seit 1970 verpachtet) in Millstatt.

### Künstlerin
Attems hatte ein sehr breites künstlerisches Spektrum – von der allgemeinen Malerei über Buchillustrationen bis zu Postkarten-Zeichnungen. Als Designerin von Briefmarken („Briefmarkenkünstlerin“) wurde sie ins Briefmarkenlexikon aufgenommen. Auch durch Entwürfe von Exlibris für berühmte Persönlichkeiten aus Italien, Österreich und Deutschland hat sie sich einen Namen gemacht.
Das zeichnerische Talent hatte sie zweifellos von ihrer Mutter geerbt, die Landschaftsaquarelle malte. Schon im Alter von zwölf Jahren erstellte Attems Ahnentafeln ihrer Familie, die sie mit selbst gemalten Wappen verzierte.
Sie studierte an der Kunstschule Graz bei Anton Marussig (1868–1925), Daniel Pauluzzi (1866–1956) und Alfred von Schrötter (1851–1935), später auch in München und Rom. Während vieler Studienreisen durch Italien und Österreich fertigte sie zahlreiche Federzeichnungen und Skizzen bedeutender Bauwerke und von Landschaften, später auch in Wien eine Serie von Bauwerken und Ansichten von Tiroler Schlössern, Klöster und Villen.
Auf dem Höhepunkt des Exlibris-Zeitalters (1890–1925) widmete sich auch Attems speziell diesem Thema. Aktuell kennt man von ihr 32 Exlibris und vier Entwürfe. Abgebildet sind vor allem Schlösser, Burgen und Herrenhäuser, oft mit dem Familienwappen des Exlibris-Eigners.

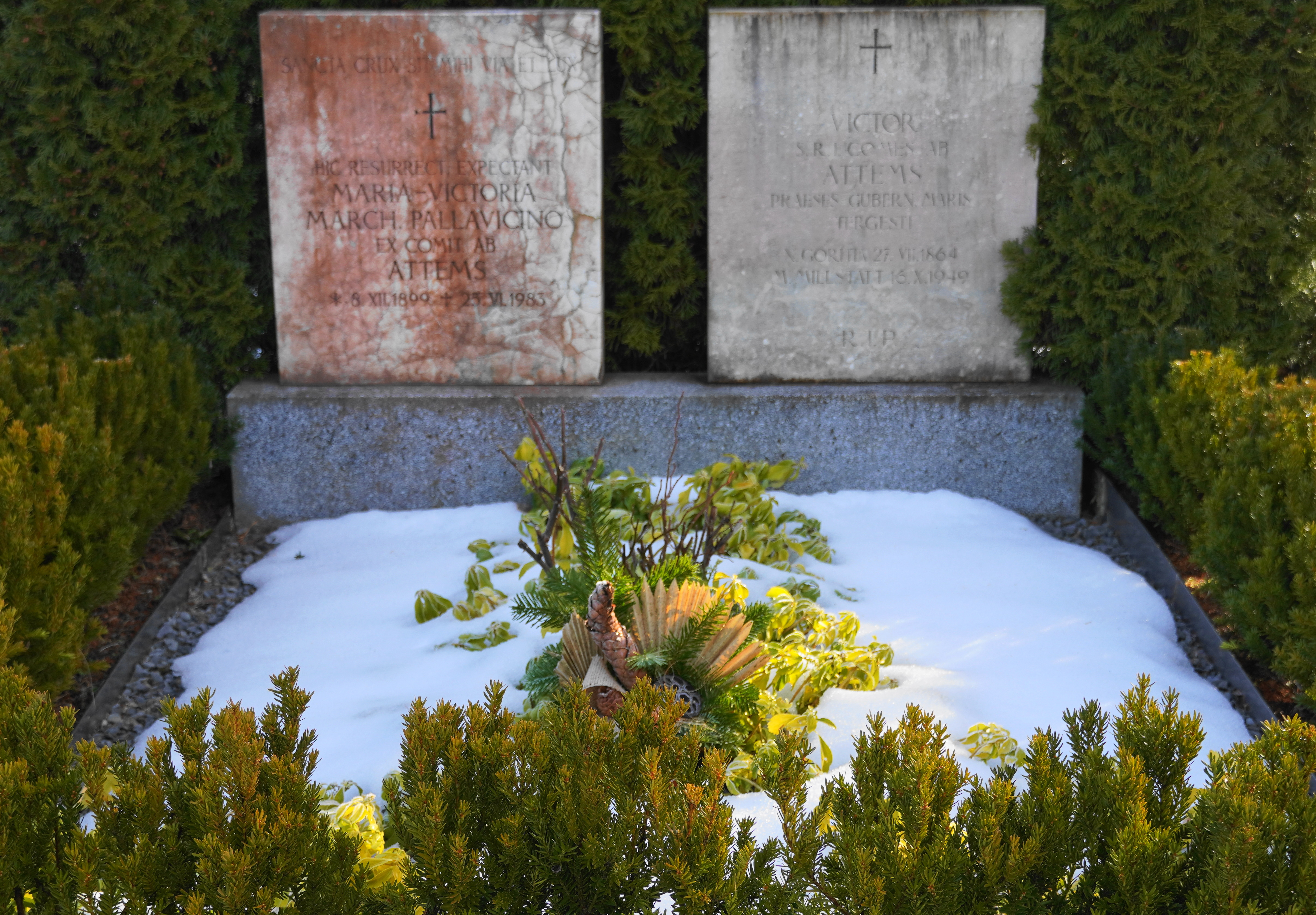
Millstatt, Grabstätte von Maria Viktoria von Attems Palaviccino (1899–1983)

### Sonstiges
Mindestens im März 1921 hat sie mit dem Dichter Rainer Maria Rilke (1875–1926) korrespondiert und auch ein recht umfangreicher Schriftwechsel mit dem Lyriker Börries von Münchhausen(1874–1945) aus den Jahren 1920–1945 ist erhalten. Das im Jahr 1930 für sich selbst entworfene Exlibris trägt nach Börries Freiherr von Münchhausen den Wahlspruch: „Die in den Sälen haben mich nie bewogen – die in den Särgen lenkten Herz und Hand.“

## Werke / Veröffentlichungen
- Alt-Graz. nach 12 Federzeichnungen von Maria Viktoria Attems, Text von Dr. Fritz Popelka. Verlag Leuschner & Lubensky, Graz 1924.
- Robin Hood. Kinderbuch, Bilder von Maria Viktoria Attems, Text von Pauli Millner-Helmich. Amadeus-Verlag, Wien 1947.
- Maria Viktoria Pallavicino: Aus der Selbstbiographie des Andreas von Attems. In: ADLER – Zeitschrift für Genealogie und Heraldik. 8.(XXII.) Band, Heraldisch Genealogische Gesellschaft „Adler“, Wien 1968–1970.